# Eragrostis obtusiflora
Eragrostis obtusiflora är en gräsart som först beskrevs av Eugène Pierre Nicolas Fournier, och fick sitt nu gällande namn av Frank Lamson Scribner. Eragrostis obtusiflora ingår i släktet kärleksgrässläktet, och familjen gräs. Inga underarter finns listade i Catalogue of Life.